# Avenal (Kalifornia)
Avenal város az USA Kalifornia államában, Kings megyében. Lakosainak száma 13 696 fő (2020. április 1.).

## Népesség
A település népességének változása:
| Lakosok száma | 15 505 | 13 159 | 13 696 |
|               | 2010   | 2015   | 2020   |